# Футагава Такахіро
Такахіро Футагава (яп. 二川孝広, нар. 27 червня 1980, Такацукі) — японський футболіст, півзахисник клубу «Гамба Осака».
Виступав за національну збірну Японії.
Чемпіон Японії. 

## Клубна кар'єра
Народився 27 червня 1980 року. Вихованець футбольної школи клубу «Гамба Осака». Дорослу футбольну кар'єру розпочав 1999 року в основній команді того ж клубу, кольори якої захищає й донині.

## Виступи за збірну
У 2006 році дебютував в офіційних матчах у складі національної збірної Японії. Провів у формі головної команди країни 1 матч.

## Титули і досягнення
- Чемпіон Японії (2):

«Ґамба Осака»: 2005, 2014
- Володар Кубка Джей-ліги (2):

«Ґамба Осака»: 2007, 2014
- Володар Суперкубка Японії (1):

«Ґамба Осака»: 2007
- Володар Кубка Імператора Японії (4):

«Ґамба Осака»: 2008, 2009, 2014, 2015
- Переможець Ліги чемпіонів АФК (1):

«Ґамба Осака»: 2008
- Переможець Пантихоокеанського чемпіонату (1):

«Ґамба Осака»: 2008